# Michel Loirette
Michel Loirette, né le 19 avril 1943 à Paris, est un romancier français.

## Biographie
Michel LOIRETTE est né le 19 avril 1943 à Paris, il est le fils de Marius LOIRETTE, haut fonctionnaire et de Marie Yvonne Etienne, sans profession. Au lycée Claude-Bernard où il fut élève, il eut comme professeurs, Louis Poirier (Julien Gracq) et Michel Deguy. Quelques années plus tard, il suivit à la faculté des lettres de Paris les cours de Pierre Miquel et de René Étiemble. Ces enseignants qui sont aussi des écrivains d'exception exercèrent sur lui une profonde influence et lui donnèrent le goût de la littérature. Il est l'auteur de plusieurs ouvrages de fiction. Le plus connu de ses romans est certainement Cool ! : le lycée coule !, un récit consacré au monde de l'Éducation nationale qu'il connaît bien pour avoir été proviseur de lycée dans la banlieue parisienne pendant plus de vingt ans.

## Œuvres
- La Boîte brisée, Lotra, 1998
- Par les cornes de Belzébuth, Lotra, 2000
- Cool ! : le lycée coule !, Osmondes, 2003
- Chambres d'hôtel, Entre Deux Rives, 2006
- Le Diable de l'île aux grenouilles, 2006
- Turbulences dans le ciel de Provence, 2008

traduction de l'américain d'un roman de Nina Galen
- La légende des Grands Causses, Lotra , 2009
- Louis Dumoulin, peintre des colonies, L'Harmattan, 2010
- Héritage à haut risque, L'Harmattan, 2013
- Le monstre de Gozon, L'Harmattan, 2016